# Joseph Coombs
Joseph Coombs (* 15. Juni 1952 in Chaguanas) ist ein ehemaliger Sprinter aus Trinidad und Tobago, der sich auf den 400-Meter-Lauf spezialisiert hatte.
Bei den Olympischen Spielen 1976 wurde er Sechster in der 4-mal-400-Meter-Staffel.
1978 gewann er bei den Zentralamerika- und Karibikspielen Silber über 400 m. Bei den Commonwealth Games in Edmonton holte er im Einzelbewerb ebenfalls Silber und wurde mit der Stafette aus Trinidad und Tobago Fünfter.
Im Jahr darauf wurde er bei den Panamerikanischen Spielen in San Juan Achter über 400 m.
Bei den Olympischen Spielen 1980 in Moskau wurde er Achter über 400 m und Sechster in der 4-mal-400-Meter-Staffel.
Seine persönliche Bestzeit von 45,38 s stellte er am 13. Mai 1979 in Tuscaloosa auf.